# Record de France de natation dames du 4 × 100 mètres nage libre
Évolution du record de France du 4 × 100 mètres nage libre dames en bassin de 50 et de 25 mètres.

## Record équipe nationale

### Bassin de 50 mètres
| Temps         | Laps       | Athlète                  | Naissance | Âge | Club | Compétition               | Lieu           | Date            |
| ------------- | ---------- | ------------------------ | --------- | --- | ---- | ------------------------- | -------------- | --------------- |
| 3 min 52 s 63 |            |                          |           |     |      | Championnats d'Europe (f) | Rome           | 24 août 1983    |
|               |            | Sophie Kamoun            | 1967      | 16  |      |                           |                |                 |
|               |            | Frédérique Piégad        | 1965      | 18  |      |                           |                |                 |
|               |            | Carole Amoric            | 1960      | 23  |      |                           |                |                 |
|               |            | Véronique Jardin         | 1966      | 17  |      |                           |                |                 |
| 3 min 52 s 15 |            |                          |           |     |      | Jeux Olympiques (f)       | Los Angeles    | 30 juillet 1984 |
|               |            | Carole Amoric            | 1960      |     |      |                           |                |                 |
|               |            | Sophie Kamoun            | 1967      | 17  |      |                           |                |                 |
|               |            | Véronique Jardin         | 1966      | 18  |      |                           |                |                 |
|               |            | Laurence Bensimon        | 1963      | 21  |      |                           |                |                 |
| 3 min 51 s 67 |            |                          |           |     |      | Championnats d'Europe     | Sofia          | 8 août 1985     |
|               |            | Sophie Kamoun            | 1967      | 18  |      |                           |                |                 |
|               |            | L. Lacombe               |           |     |      |                           |                |                 |
|               |            | Carole Amoric            | 1960      |     |      |                           |                |                 |
|               |            | Véronique Jardin         | 1966      |     |      |                           |                |                 |
| 3 min 49 s 61 |            |                          |           |     |      | Championnats d'Europe     | Strasbourg     | 20 août 1987    |
|               |            | Sophie Kamoun            | 1967      | 20  |      |                           |                |                 |
|               |            | J. Delord                |           |     |      |                           |                |                 |
|               |            | F. Dechâtre              |           |     |      |                           |                |                 |
|               |            | Véronique Jardin         | 1966      | 21  |      |                           |                |                 |
| 3 min 47 s 04 |            |                          |           |     |      | Championnats d'Europe     | Bonn           | 17 août 1989    |
|               |            | Catherine Plewinski      | 1968      | 21  |      |                           |                |                 |
|               |            | Véronique Jardin         | 1966      | 23  |      |                           |                |                 |
|               |            | M-L. Giraudon            |           |     |      |                           |                |                 |
|               |            | J.Delord                 |           |     |      |                           |                |                 |
| 3 min 45 s 50 |            |                          |           |     |      | Universiades (f)          | Daegu          | 24 août 2003    |
|               | 57 s 48    | Aurore Mongel            | 1982      | 21  |      |                           |                |                 |
|               | 56 s 20    | Céline Couderc           | 1983      | 20  |      |                           |                |                 |
|               | 56 s 54    | Magalie Monchaux         |           |     |      |                           |                |                 |
|               | 55 s 28    | Solenne Figuès           | 1979      | 24  |      |                           |                |                 |
| 3 min 43 s 18 |            |                          |           |     |      | Championnats d'Europe (s) | Madrid         | 10 avril 2004   |
|               | 56 s 44    | Céline Couderc           | 1983      | 21  |      |                           |                |                 |
|               | 56 s 21    | Aurore Mongel            | 1982      | 22  |      |                           |                |                 |
|               | 56 s 20    | Solenne Figuès           | 1979      | 25  |      |                           |                |                 |
|               | 54 s 33    | Malia Metella            | 1982      | 22  |      |                           |                |                 |
| 3 min 40 s 67 |            |                          |           |     |      | Championnats d'Europe (f) | Madrid         | 10 avril 2004   |
|               | 56 s 00    | Solenne Figuès           | 1979      | 25  |      |                           |                |                 |
|               | 55 s 27    | Céline Couderc           | 1983      | 21  |      |                           |                |                 |
|               | 55 s 60    | Aurore Mongel            | 1982      | 22  |      |                           |                |                 |
|               | 53 s 80    | Malia Metella            | 1982      | 22  |      |                           |                |                 |
| 3 min 40 s 23 |            |                          |           |     |      | Jeux Olympiques (f)       | Athènes        | 14 août 2004    |
|               | 55 s 36    | Solenne Figuès           | 1979      | 25  |      |                           |                |                 |
|               | 55 s 20    | Céline Couderc           | 1983      | 21  |      |                           |                |                 |
|               | 55 s 72    | Aurore Mongel            | 1982      | 22  |      |                           |                |                 |
|               | 53 s 95    | Malia Metella            | 1982      | 21  |      |                           |                |                 |
| 3 min 39 s 45 |            |                          |           |     |      | Championnats du monde (f) | Montréal       | 24 juillet 2005 |
|               | 55 s 47    | Solenne Figuès           | 1979      | 26  |      |                           |                |                 |
|               | 54 s 52    | Céline Couderc           | 1983      | 22  |      |                           |                |                 |
|               | 55 s 42    | Aurore Mongel            | 1982      | 23  |      |                           |                |                 |
|               | 54 s 04    | Malia Metella            | 1982      | 23  |      |                           |                |                 |
| 3 min 38 s 83 |            |                          |           |     |      | Championnats d'Europe (f) | Budapest       | 31 juillet 2006 |
|               | 55 s 09    | Alena Popchanka          | 1979      | 27  |      |                           |                |                 |
|               | 55 s 02    | Aurore Mongel            | 1982      | 24  |      |                           |                |                 |
|               | 54 s 28    | Céline Couderc           | 1983      | 23  |      |                           |                |                 |
|               | 54 s 44    | Malia Metella            | 1982      | 24  |      |                           |                |                 |
| 3 min 37 s 76 |            |                          |           |     |      | Jeux Olympiques (s)       | Pékin          | 9 août 2008     |
|               | 53 s 97 RF | Céline Couderc           | 1983      | 25  |      |                           |                |                 |
|               | 54 s 95    | Hanna Shcherba-Lorgeril  | 1982      | 26  |      |                           |                |                 |
|               | 54 s 72    | Ophélie-Cyrielle Étienne | 1990      | 18  |      |                           |                |                 |
|               | 54 s 12    | Alena Popchanka          | 1979      | 29  |      |                           |                |                 |
| 3 min 37 s 68 |            |                          |           |     |      | Jeux Olympiques (f)       | Pékin          | 10 août 2008    |
|               | 54 s 32    | Céline Couderc           | 1983      | 25  |      |                           |                |                 |
|               | 54 s 54    | Alena Popchanka          | 1979      | 29  |      |                           |                |                 |
|               | 54 s 79    | Ophélie-Cyrielle Étienne | 1990      | 18  |      |                           |                |                 |
|               | 54 s 03    | Malia Metella            | 1982      | 26  |      |                           |                |                 |
| 3 min 36 s 85 |            |                          |           |     |      | Jeux Olympiques (s)       | Rio de Janeiro | 6 août 2016     |
|               | 54 s 94    | Béryl Gastaldello        | 1995      | 21  |      |                           |                |                 |
|               | 53 s 16    | Charlotte Bonnet         | 1995      | 21  |      |                           |                |                 |
|               | 54 s 64    | Mathilde Cini            | 1994      | 22  |      |                           |                |                 |
|               | 54 s 11    | Anna Santamans           | 1993      | 23  |      |                           |                |                 |
| 3 min 34 s 65 |            |                          |           |     |      | Championnats d'Europe (f) | Glasgow        | 3 août 2018     |
|               | 54 s 35    | Marie Wattel             | 1997      | 21  |      |                           |                |                 |
|               | 52 s 20    | Charlotte Bonnet         | 1995      | 23  |      |                           |                |                 |
|               | 54 s 41    | Margaux Fabre            | 1992      | 26  |      |                           |                |                 |
|               | 53 s 69    | Béryl Gastaldello        | 1995      | 23  |      |                           |                |                 |
| 3 min 34 s 62 |            |                          |           |     |      | Championnats du monde (f) | Singapour      | 27 juillet 2025 |
|               | 53 s 58    | Béryl Gastaldello        | 1995      | 30  |      |                           |                |                 |
|               | 54 s 12    | Marina Jehl              | 2001      | 23  |      |                           |                |                 |
|               | 53 s 95    | Albane Cachot            | 2007      | 18  |      |                           |                |                 |
|               | 52 s 97    | Marie Wattel             | 1997      | 28  |      |                           |                |                 |

### Bassin de 25 mètres
| Temps         | Laps | Athlète          | Naissance | Âge | Club             | Compétition                       | Lieu             | Date            |
| ------------- | ---- | ---------------- | --------- | --- | ---------------- | --------------------------------- | ---------------- | --------------- |
| 3 min 40 s 87 |      |                  |           |     | Dauphins du TOEC | Championnats de France interclubs | Chalon-sur-Saône | 6 décembre 2003 |
|               |      | Solenne Figuès   | 1979      | 24  |                  |                                   |                  |                 |
|               |      | Magali Monchaux  | 1980      | 23  |                  |                                   |                  |                 |
|               |      | Coralie Balmy    | 1987      | 16  |                  |                                   |                  |                 |
|               |      | Angéla Tavernier | 1983      | 20  |                  |                                   |                  |                 |

## Record des clubs

### Bassin de 50 mètres
| Temps         | Laps    | Athlète                 | Naissance | Âge | Club             | Compétition            | Lieu      | Date          |
| ------------- | ------- | ----------------------- | --------- | --- | ---------------- | ---------------------- | --------- | ------------- |
| 3 min 46 s 35 |         |                         |           |     | Dauphins du TOEC | Championnats de France | Dunkerque | 18 avril 2004 |
|               | 55 s 91 | Solenne Figuès          | 1979      | 25  |                  |                        |           |               |
|               | 56 s 68 | Coralie Balmy           | 1987      | 17  |                  |                        |           |               |
|               | 57 s 22 | Laetitia Choux          | 1979      | 25  |                  |                        |           |               |
|               | 56 s 54 | Magali Monchaux         | 1980      | 24  |                  |                        |           |               |
| 3 min 40 s 74 |         |                         |           |     | Dauphins du TOEC | Championnats de France | Dunkerque | 20 avril 2008 |
|               | 54 s 71 | Malia Metella           | 1982      | 26  |                  |                        |           |               |
|               | 54 s 29 | Coralie Balmy           | 1987      | 21  |                  |                        |           |               |
|               |         | Elsa N'Guessan          | 1984      | 24  |                  |                        |           |               |
|               |         | Ophelie Cyriell Etienne | 1990      | 18  |                  |                        |           |               |

### Bassin de 25 mètres
| Temps         | Laps | Athlète          | Naissance | Âge | Club             | Compétition                       | Lieu             | Date            |
| ------------- | ---- | ---------------- | --------- | --- | ---------------- | --------------------------------- | ---------------- | --------------- |
| 3 min 40 s 87 |      |                  |           |     | Dauphins du TOEC | Championnats de France interclubs | Chalon-sur-Saône | 6 décembre 2003 |
|               |      | Solenne Figuès   | 1979      | 24  |                  |                                   |                  |                 |
|               |      | Magali Monchaux  | 1980      | 23  |                  |                                   |                  |                 |
|               |      | Coralie Balmy    | 1987      | 16  |                  |                                   |                  |                 |
|               |      | Angéla Tavernier | 1983      | 20  |                  |                                   |                  |                 |